# Wilhelmshof (Stendal)
Wilhelmshof ist ein Ortsteil der Ortschaft Uchtspringe der Hansestadt Stendal im Landkreis Stendal in Sachsen-Anhalt, (Deutschland).

## Geographie
Wilhelmshof, eine kleine Ansiedlung, liegt inmitten eines Waldgebietes etwa 3 Kilometer nordwestlich von Uchtspringe und 20 Kilometer südwestlich von Stendal in der Gemarkung Uchtspringe-Deetz am westlichen Rand des Landkreises Stendal in der Altmark.

## Geschichte

### Mittelalter bis Neuzeit
Der Wilhelmshof wurde als Schäferei und Vorwerk 1808 vom Rittmeister Scheiter erbaut. Im Jahre 1842 wurde vom Schäfereivorwerk Wilhelmshof mit einem Hof auf der Heide berichtet.
Die Hofstelle mit einer Fläche von 110 Morgen wurde vom „Trinkerheilstättenverein für die Provinz Sachsen und das Herzogthum Anhalt“ angekauft und die „Trinkerheilstätte Kurhaus Wilhelmshof“ errichtet. Am 21. Mai 1909 lud der Trinkerheilstättenverein zur Einweihung der neu gegründeten Trinkerheilstätte Wilhelmshof bei Uchtspringe.
Zur Einweisung von Alkoholkranken war ein Aufnahmeantrag an den Vorstand des Trinkerheilstättenvereins oder an die Leitung des Wilhelmshofs zu richten. Die Kosten für die Unterbringung betrugen für Patienten der ersten Klasse anfangs 5 Mark pro Tag, die der zweiten Klasse zahlten täglich 2 Mark. Da man der Überzeugung war, dass körperliche Beschäftigung ein Heilmittel sei, mussten sich die Insassen zur Arbeit verpflichten. Sie arbeiteten im Wald, auf dem Feld, im Garten, auf dem Hof, in Ställen und Scheunen sowie in Werkstätten (Schlosserei, Schuhmacherei, Schneiderei, Polsterei, Tischlerei und Korbflechterei). Ab 21 Uhr galt Bettruhe. An den Wochenenden fanden Andachten, alle 14 Tage ein Hauptgottesdienst statt.
Im Jahre 2015 kam der Ort bundesweit in die Schlagzeilen, weil ein Kind bei einer Feier am Grillplatz spurlos verschwand und seitdem vermisst wird.

### Eingemeindungen
Das Vorwerk Wilhelmshof gehörte früher zur Gemeinde Deetz im Landkreis Gardelegen. Im Jahre 1908 wurden Flächen vom Gemeindebezirk Deetz in den Gutsbezirk Uchtspringe umgegliedert, zu denen das Vorwerk Wilhelmshof gehörte, das in der Folge in den Ortsverzeichnissen als Wohnplatz geführt wurde. Im Jahre 1986 wurde Wilhelmshof dann als Ortsteil der Gemeinde Uchtspringe geführt, so auch im Jahre 2008. Seit der Eingemeindung von Uchtspringe in die Hansestadt Stendal am 1. Januar 2010 gehört der Ortsteil Wilhelmshof zu Stendal und zur neuen Ortschaft Uchtspringe.

### Einwohnerentwicklung
| Jahr | Einwohner |
| ---- | --------- |
| 1840 | [0]09     |
| 1871 | [00]019   |
| 2013 | [00]123   |
| 2014 | [00]131   |
| 2018 | [00]120   |

| Jahr | Einwohner |
| ---- | --------- |
| 2019 | [00]119   |
| 2021 | [00]108   |
| 2022 | [00]126   |
| 2023 | [0]124    |

## Religion
Die evangelischen Christen aus Wilhelmshof gehören seit 1911 zur Kirchengemeinde Uchtspringe, die früher zur Pfarrei Uchtspringe gehörte. Vorher gehörten sie zur Kirchengemeinde Deetz und der Pfarrei Käthen. Die Kirchengemeinde Uchtspringe wird heute betreut vom Pfarrbereich Kloster Neuendorf im Kirchenkreis Salzwedel im Bischofssprengel Magdeburg der Evangelischen Kirche in Mitteldeutschland.
Die katholischen Christen gehören zur Pfarrei St. Anna in Stendal im Dekanat Stendal im Bistum Magdeburg.

## Wirtschaft und Infrastruktur
In Wilhelmshof betreibt das Diakonische Werk Mitteldeutschland das Diakoniewerk Wilhelmshof e. V. Dazu gehören Einrichtungen der Behindertenhilfe, Werkstätten und Stallungen, sowie eine christlich sozial-therapeutische Einrichtung für Alkoholabhängige und ein Seminar- und Gästehaus.

### Verkehr
Es verkehren Linienbusse und Rufbusse von stendalbus.